# Feilongus youngi
Il feilongo (Feilongus youngi) è un rettile volante estinto, appartenente agli pterosauri. Visse nel Cretaceo inferiore (Barremiano – Aptiano, circa 115 milioni di anni fa) e i suoi resti sono stati ritrovati in Cina.

## Descrizione
Il cranio di questo pterosauro era decisamente particolare: lungo circa 40 centimetri, era notevole a causa del fatto che possedeva ben due creste ossee. Una era lunga e bassa e percorreva tutta la lunghezza del becco, mentre l'altra era posta nella parte posteriore della testa ed era di forma arrotondata; quest'ultima cresta, piuttosto corta, potrebbe aver retto un'estensione non ossea. Oltre a ciò, la mascella era leggermente incurvata verso l'alto e si protendeva oltre la mandibola, di circa un 10%. Le fauci erano armate di 76 denti ricurvi e simili ad aghi, posti esclusivamente nella parte anteriore delle mascelle. L'apertura alare di questo pterosauro doveva raggiungere i 2,5 metri.

## Classificazione
Il feilongo apparteneva agli pterodattiloidi, ovvero il gruppo più evoluto di pterosauri. Inizialmente questo animale è stato ascritto agli ctenocasmatoidi, una superfamiglia caratterizzata da numerosi denti sottili, forse utilizzati per setacciare cibo nell'acqua come fanno attualmente i fenicotteri; in particolare, somiglianze sono state proposte con il genere Cycnorhamphus. In seguito, altri studi hanno avvicinato Feilongus agli ornitocheiroidi, un altro gruppo di pterodattiloidi, mentre un'ipotesi più recente vede in questo animale il rappresentante di una nuova famiglia, i Boreopteridae, assieme all'affine Boreopterus.